# Шебойган-Фоллс (містечко, Вісконсин)
Шебойган-Фоллс (англ. Sheboygan Falls) — місто (англ. town) в США, в окрузі Шебойґан штату Вісконсин. Населення — 1824 особи (2020).

## Демографія
Згідно з переписом 2010 року, у місті мешкало 1718 осіб у 706 домогосподарствах у складі 530 родин. Було 736 помешкань
Расовий склад населення:
| - 95,4 % — білих - 1,8 % — азіатів - 0,2 % — корінних американців - 0,2 % — чорних або афроамериканців - 1,6 % — осіб інших рас |

До двох чи більше рас належало 0,8 %. Частка іспаномовних становила 3,0 % від усіх жителів.
За віковим діапазоном населення розподілялося таким чином: 20,2 % — особи молодші 18 років, 63,0 % — особи у віці 18—64 років, 16,8 % — особи у віці 65 років та старші. Медіана віку мешканця становила 46,6 року. На 100 осіб жіночої статі у місті припадало 104,3 чоловіків;  на 100 жінок у віці від 18 років та старших — 103,1 чоловіків також старших 18 років.
Середній дохід на одне домашнє господарство  становив 85 556 доларів США (медіана — 63 304), а середній дохід на одну сім'ю — 96 375 доларів (медіана — 74 167). Медіана доходів становила 51 471 долар для чоловіків та 41 250 доларів для жінок. За межею бідності перебувало 2,2 % осіб, у тому числі 3,0 % дітей у віці до 18 років та 3,2 % осіб у віці 65 років та старших.
Цивільне працевлаштоване населення становило 919 осіб. Основні галузі зайнятості: виробництво — 25,8 %, освіта, охорона здоров'я та соціальна допомога — 11,6 %, будівництво — 11,2 %.